# Londonderry Air
Londonderry Air is een Iers volkslied dat ontstond in de Noord-Ierse County Londonderry. Het wordt onder meer opgevoerd tijdens de Gemenebestspelen.
Onderzoek door Brian Audley wees uit dat de melodie dateert uit de 18e eeuw en is afgeleid uit het lied The Young Man's Dream, in 1792 door Edward Bunting opgeschreven toen hij het hoorde vertolken door Donnchadh Ó Hámsaigh.
De melodie werd voor het eerst gepubliceerd in 1855 in het boek The Ancient Music of Ireland (George Petrie), en werd pas heel bekend toen zij werd gebruikt voor het lied Danny Boy uit 1910. 